# Barlinek SA
Barlinek este o societate care datează din anul 1946 când a fost înființată Fabrica de Lemn a Pădurilor de Stat în localitatea Barlinek, Polonia, iar în 1999 intreprinderea a fost privatizată.
Este deținută de cel mai bogat om de afaceri din Polonia, Michal Solowow.
În prezent (decembrie 2007), Barlinek este lider pe piața podelelor din lemn în Polonia.
Barlinek deține compania Diana Forest, una dintre cele mai mari companii specializate în producția de parchet și alte elemente din lemn din România.
Una dintre fabricile Barlinek din Vinița, cel mai avansat proiect din industria de prelucrare a lemnului din Ucraina, ar fi fost atacată de drone Rusești în Iulie 2025, în timpul războiului Ruso-Ucrainean.